# Split Decisions (ER)
Split Decisions is de twaalfde aflevering van het twaalfde seizoen van de televisieserie ER, die voor het eerst werd uitgezonden op 12 januari 2006.

## Verhaal
Dr. Dubenko biedt zichzelf aan om de leiding te nemen over de SEH als dr. Kovac, dr. Weaver en dr. Clemente afwezig zijn. Al snel wordt het hem duidelijk dat de SEH anders werkt als de afdeling chirurgie. Hij krijgt een oudere dame als patiënte die stervende is, haar echtgenoot wil hier echter niets van weten en eist dat hij alles doet om haar te redden. 
Dr. Lockhart is, nu zij besloten heeft om de baby te houden, samen met dr. Kovac druk bezig om allerlei babyspullen te kopen.
Dr. Barnett krijgt als patiënte zijn oude vriendin Zoe, zij blijkt stelselmatig mishandeld te worden door haar vader. Hij besluit haar te helpen en behandelt haar om haar daarna te helpen vluchten. 
Dr. Rasgotra hoort tot haar vreugde dat zij toegelaten wordt als studente op de afdeling chirurgie. Dan hoort zij, tot haar ontzetting, van haar man dr. Gallant dat hij weer terug wil naar Irak.
Dr. Pratt besluit om zijn vriend Darnell te helpen nadat hij onder invloed van alcohol is aangehouden door de politie. De politie wil dat dr. Pratt bij hem bloed afneemt voor controle, Pratt neemt nu bij hemzelf bloed af en wisselt deze om net voor de controle plaatsvindt zodat Darnell nuchter lijkt.

## Rolverdeling

### Hoofdrollen
- Goran Višnjić - Dr. Luka Kovac
- Maura Tierney - Dr. Abby Lockhart
- Mekhi Phifer - Dr. Gregory Pratt
- Parminder Nagra - Dr. Neela Rasgrota
- Shane West - Dr. Ray Barnett
- Scott Grimes -  Dr. Archie Morris
- Sharif Atkins - Dr. Michael Gallant
- Leland Orser - Dr. Lucien Dubenko
- Linda Cardellini - verpleegster Samantha Taggart
- April L. Hernandez - verpleegster Inez
- Abraham Benrubi - Jerry Markovic
- Jordan Calloway - K.J. Thibeaux
- Hassan Johnson - Darnell Thibeaux
- Tara Karsian - maatschappelijk werkster Liz Dade

### Gastrollen (selectie)
- Kat Dennings - Zoe Butler
- Brad Greenquist - Mr. Butler
- Harve Presnell - Mr. Venema
- Christopher Amitrano - politieagent Hollis
- Rochelle Aytes - Tamara
- Jillian Bach - Penny Nicholson
- Robert Alan Beuth - hoofd ICU